# 瑞穗運動場東車站
瑞穗運動場東車站（日语：／ Mizuho-undōjō-higashi eki */?）是位於名古屋市瑞穗區八勝通三丁目，為名古屋市營地下鐵名城線的車站之一。車站編號為M22。
為了配合本站開始營運，把事先開始營運之櫻通線「瑞穗運動場車站」的站名更改成「瑞穗運動場西車站」。而本站當時原定之站名稱為「山下通車站」。

## 車站結構
本站為1面2線島式月台之地下車站。

### 月台配置
| 月台 | 路線   | 方向 | 目的地           |
| ---- | ------ | ---- | ---------------- |
| 1    | 名城線 | 左環 | 八事、本山方向   |
| 2    | 名城線 | 右環 | 新瑞橋、金山方向 |

## 相鄰車站
名古屋市營地下鐵
 名城線
綜合復健中心（M21）－瑞穗運動場東（M22）－新瑞橋（M23）

## 外部連結
- 瑞穗運動場東 - 名古屋市交通局